# Правило на Фостър
Правилото на Фостър, известно още като островно правило или островен ефект, е екогеографско правило в еволюционната биология, което гласи, че членовете на даден вид стават по-малки или по-големи в зависимост от наличните ресурси в околната среда. Например, известно е, че пигмейските мамути са еволюирали от нормални мамути на малки острови. Подобни еволюционни пътеки са наблюдавани при слонове, хипопотами, боидни, ленивци, еленови и хора.